# Часто задаваемые вопросы
Часто задаваемые вопросы (ЧАВО, ЧаВо, ЧаВО, ЧЗВ; англ. frequently asked questions, FAQ, F.A.Q.; произносится «эф-эй-кью», «фэк») — собрание часто задаваемых вопросов по какой-либо теме и ответов на них. Этот формат материала популярен на интернет-площадках разного характера.
Сборники часто задаваемых вопросов — текстуальная традиция Интернета, берущая происхождение в технических ограничениях ранних списков рассылки от НАСА в ранних 1980-х. Первый FAQ был разработан в течение нескольких доинтернетовских лет, начиная с 1982 года. Акроним FAQ был разработан между 1982 и 1985 годом Юджином Мией (англ. Eugene Miya) из НАСА для списка рассылки «SPACE». Формат затем был заимствован другими списками рассылки и новостными группами Usenet.
В русскоязычной среде часто используется английский акроним «FAQ». Иногда встречается его русский аналог — «ЧАВО» (что может означать «частые вопросы» или же «часто задаваемые вопросы и ответы») и простая аббревиатура по первым буквам «ЧЗВ» («часто задаваемые вопросы»). Нередко применяется и прямая транслитерация, ФАК («посмотри в ФАКе»).
Существует множество FAQ, посвящённых самым разным темам. Некоторые сайты каталогизируют их и обеспечивают возможность поиска — например, Internet FAQ Consortium или FAQ Рунета.

## Примеры
- Часто задаваемые вопросы в Википедии